# Rittenhouse (cràter)
Rittenhouse és un petit cràter d'impacte que es troba a la part sud de la cara oculta de la Lluna. Es localitza sobre les rampes exteriors occidentals de la immensa plana emmurallada del cràter Schrödinger. A l'oest es troba el prominent cràter Hale, a penes visible des de la Terra per trobar-se sobre el terminador lunar.

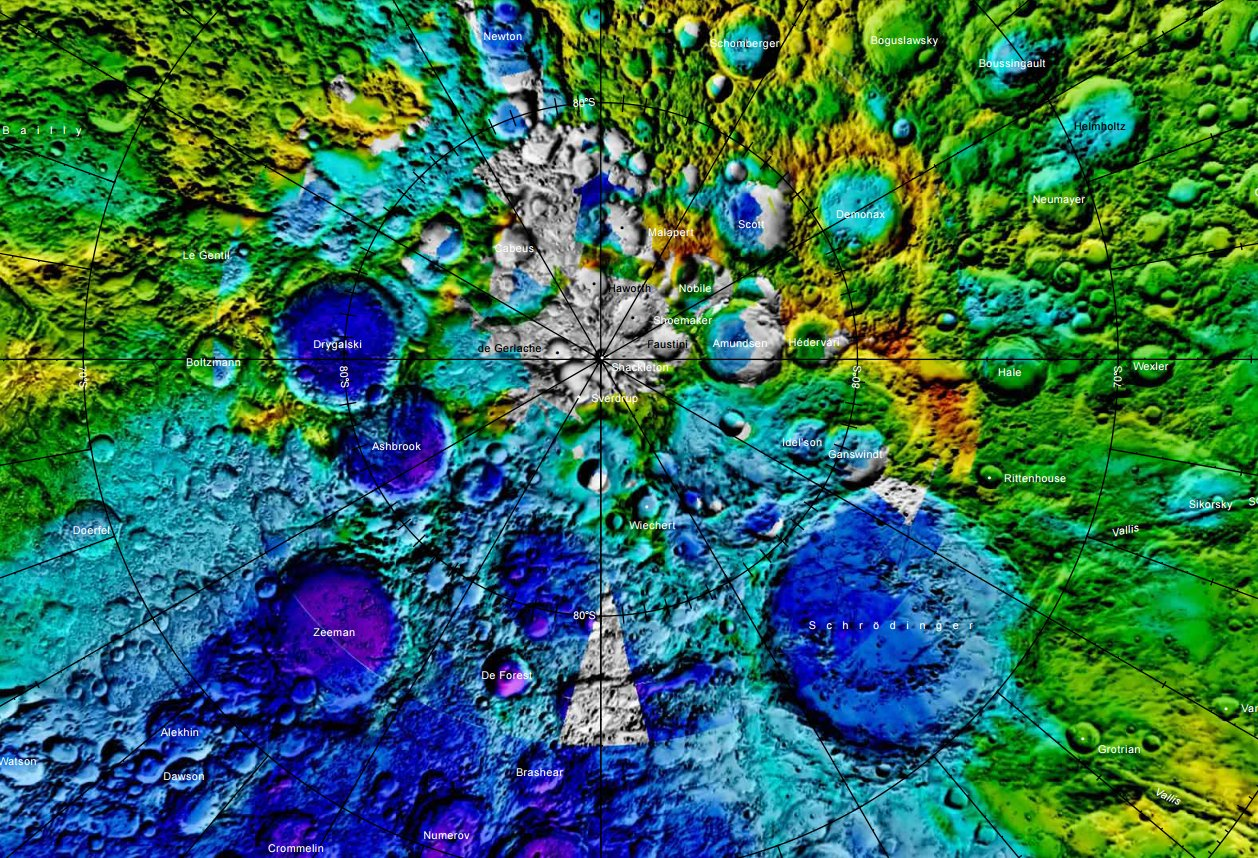
Localització de Rittenhouse (quadrangle inferior dreta la imatge)
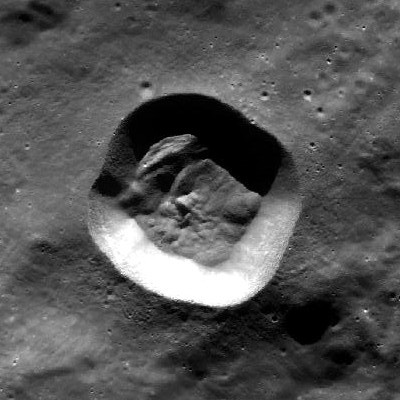
Imatge de la missió LRO
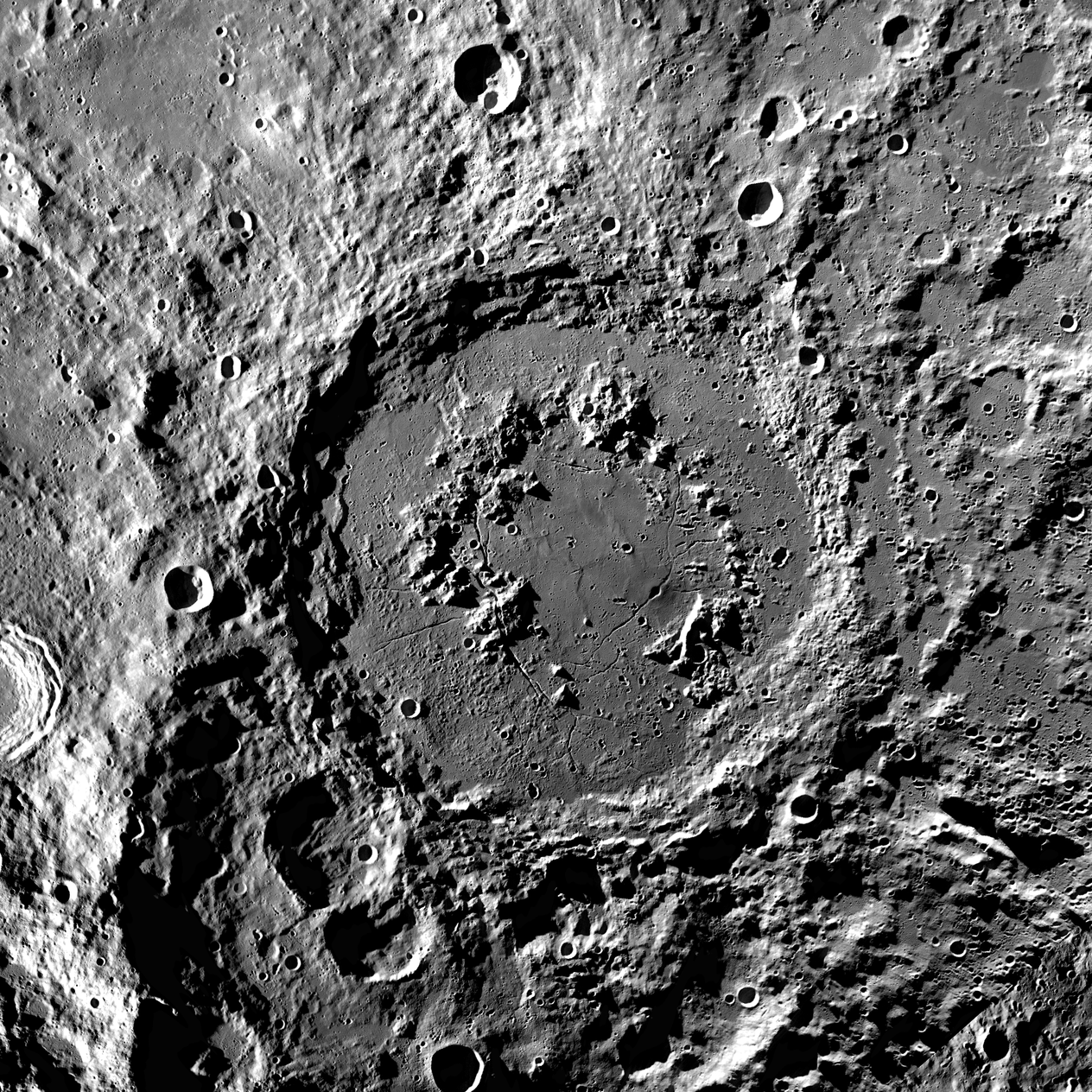
El cràter Schrödinger, amb Rittenhouse en el seu contorn (és el petit cràter que apareix a la part esquerra de la fotografia)

Té una formació arrodonida però no del tot circular, amb un aspecte lleugerament quadrangular. La vora està clarament definida i ha rebut poc desgast atribuïble a impactes menors. La paret interior no té gairebé de trets distintius, inclinant-se suaument cap a un interior rugós i irregular.
Aquest cràter porta el nom de l'astrònom estatunidenc David Rittenhouse (1732-1796).